# Schönburg (famiglia)

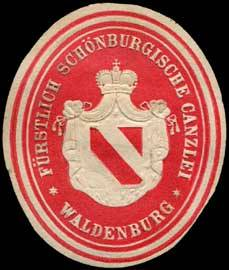
Stemma principesco degli Schönburg

Schönburg (anche Schumburg; in ceco: ze Šumburka) è un'antica famiglia nobile europea di rango principesco e storicamente sovrano. In passato possedeva grandi proprietà nell'attuale Sassonia, Turingia e Boemia. In quanto ex famiglia regnante mediatizzata, appartiene agli Hochadel (alta nobiltà). La famiglia, oggi, include un ramo principesco ed uno comitale.

## Storia

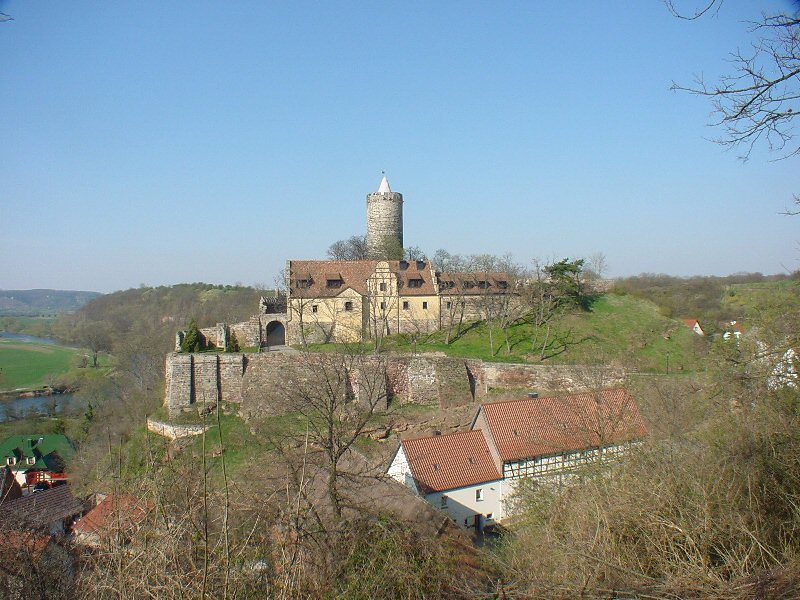
Castello di Schönburg, Saale

Per diverse centinaia di anni, i signori di Schönburg sono apparsi nella storia della Sassonia sud-occidentale, a partire dal 1130, con la menzione di Ulricus de Schunenberg (anche Sconenberg).
I signori di Schönburg acquisirono diversi possedimenti nel corso dei secoli: Glauchau, dove avevano costruito un castello come feudo imperiale intorno al 1170, passò in loro proprietà nel 1256. Possedettero Liechtenstein dal 1286, Waldenburg dal 1378, la contea di Hartenstein dal 1406 e le signorie di Penig e Wechselburg dal 1543. Ricevettero la signoria di Schloss Rochsburg nel 1548 in cambio di Lohmen, Wehlen, Hohnstein e Kriebstein.
Il territorio di Schönburg si estendeva alla Sassonia, alla Boemia e infine alla Turingia e tutto cadde sotto la giurisdizione legale del Sacro Romano Impero. Di conseguenza, i signori di Schönburg ebbero diversi status nelle diverse aree dei loro possedimenti, a seconda che ci fosse la signoria suprema, e a chi. Erano annoverati tra le tenute nobiliari del Sacro Romano Impero, e tra le proprietà terriere del regno di Sassonia. Per le loro proprietà nel regno di Boemia, i conti di Schönburg furono membri del Collegio Imperiale. Il 7 agosto 1700, l'intero casato fu elevato allo status di Reichsgrafstand, o contea imperiale: i suoi rami furono conseguentemente elevati allo status uno e tutti. Con ciò, i membri del casato ricevettero il predicato di altezza illustrissima. L'onore apportò una importante implicazione: la signoria era allodiale, non un feudo, quindi il titolo, alla proprietà e allo status, e inalienabile (non poteva essere portato via). Un territorio allodiale era un territorio per il quale non esisteva alcun contratto feudale. Era soggetto all'imperatore come sovrano ma non all'imperatore come signore supremo. Infine, alla sua incoronazione il 9 ottobre 1790, Leopoldo II elevò il ramo di Waldenburg-Hartenstein della family allo status di casata principesca.
Dopo la Reichsdeputationshauptschluss nel 1803, con molti altri della nobiltà, i membri del casato furono definiti Standesherren, e la famiglia con una signoria territoriale un tempo sovrana dovette rinunciare ai suoi diritti giudiziari e legale, ma mantenne la sua posizione sociale e culturale come famiglia sovrana mediatizzata verso la Sassonia. Nel 1818, la casata presentò una petizione alla confederazione germanica per riconoscere la famiglia; nel 1828 il Parlamento garantì i diritti personali e famigliari che erano stati abrogati nel 1806. Al casato furono concessi due seggi nella Camera Alta del regno di Sassonia nel 1831. Nel 1878 persero gli ultimi diritti di parziale sovranità, tuttavia il re di Sassonia decretò che tutti i membri della famiglia fossero noti come altezza illustrissima, mentre i membri della linea principesca fossero altezza serenissima.
I rami ancora esistenti oggi sono i principi di Schönburg-Waldenburg (divisi nei rami collaterali di Droyßig, Guteborn/Gusow e Gauernitz), i principi di Schönburg-Hartenstein (ad Hartenstein, Stein e Liechtenstein) ed i conti di Schönburg-Glauchau (in precedenza proprietari di Glauchau, Penig, Wechselburg e Rochsburg). 
Tutte le proprietà di famiglia furono confiscate nel 1945 durante la riforma agraria comunista nella Germania Est. Dopo la riunificazione tedesca, tuttavia, il principe Alfredo di Schönburg-Hartenstein (n. 1953) ricomprò il castello di Stein ed il principe Alessandro di Schönburg-Hartenstein acquistò il castello di Liechtenstein. Nel 2008, fu eletto presidente dell'organizzazione a capo delle associazioni della nobiltà tedesca.

## Ex proprietà dei principi di Schönburg-Waldenburg

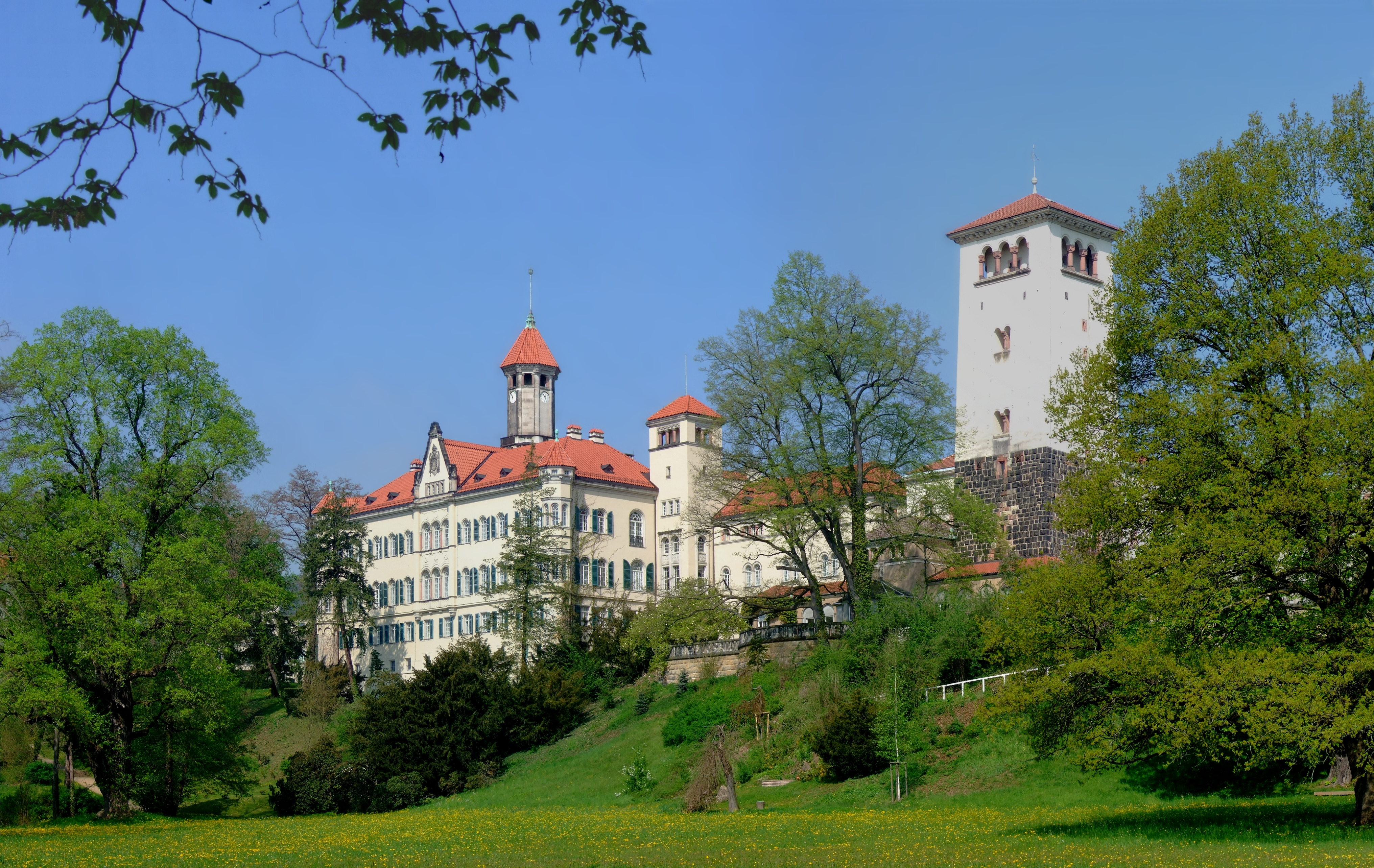
Castello di Waldenburg
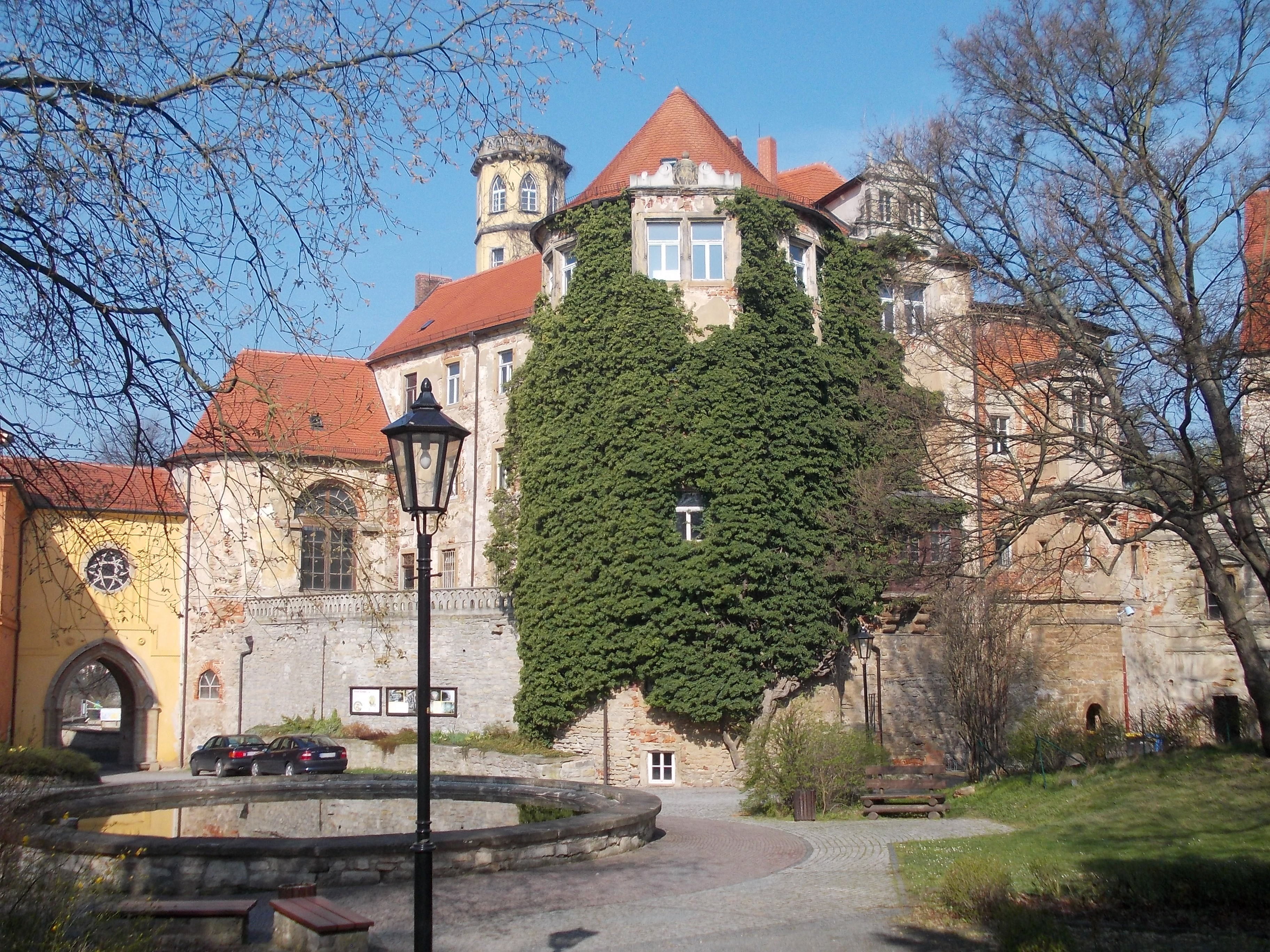
Droyßig Castle
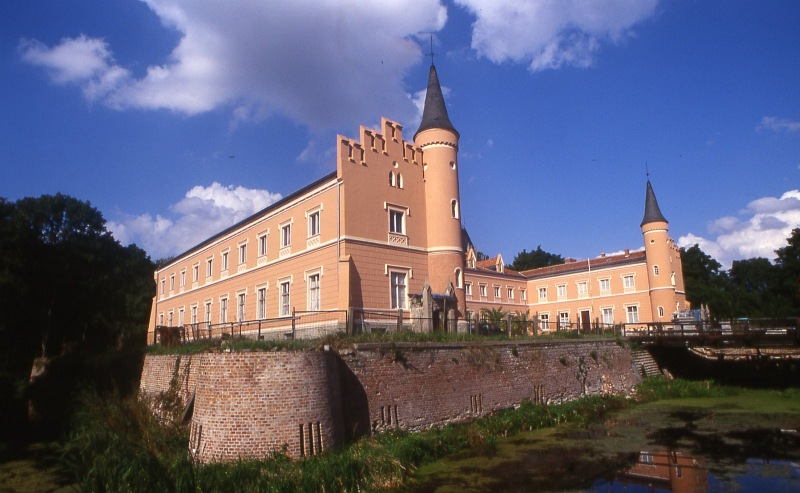
Castello di Gusow
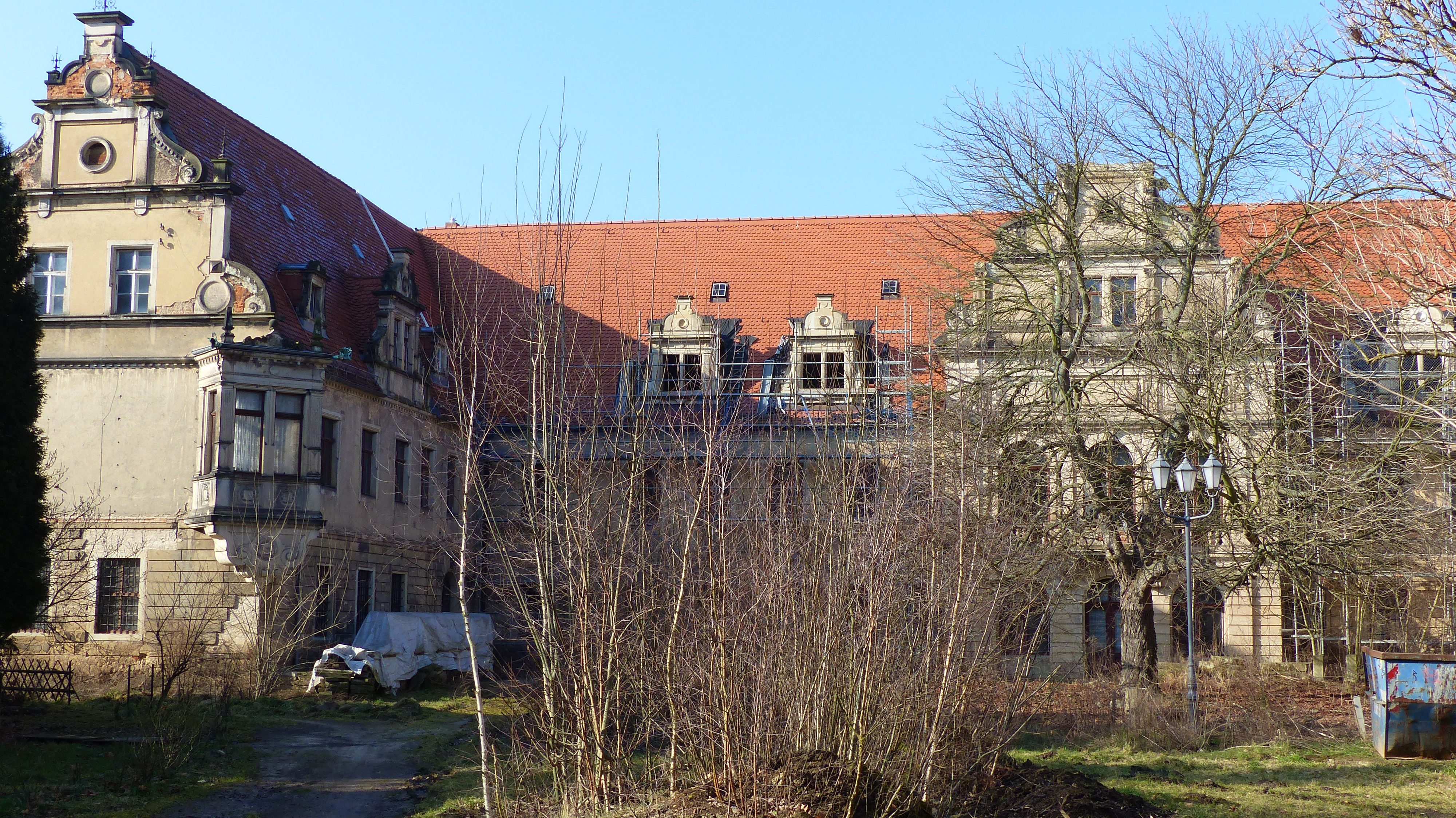
Castello di Gauernitz a Klipphausen
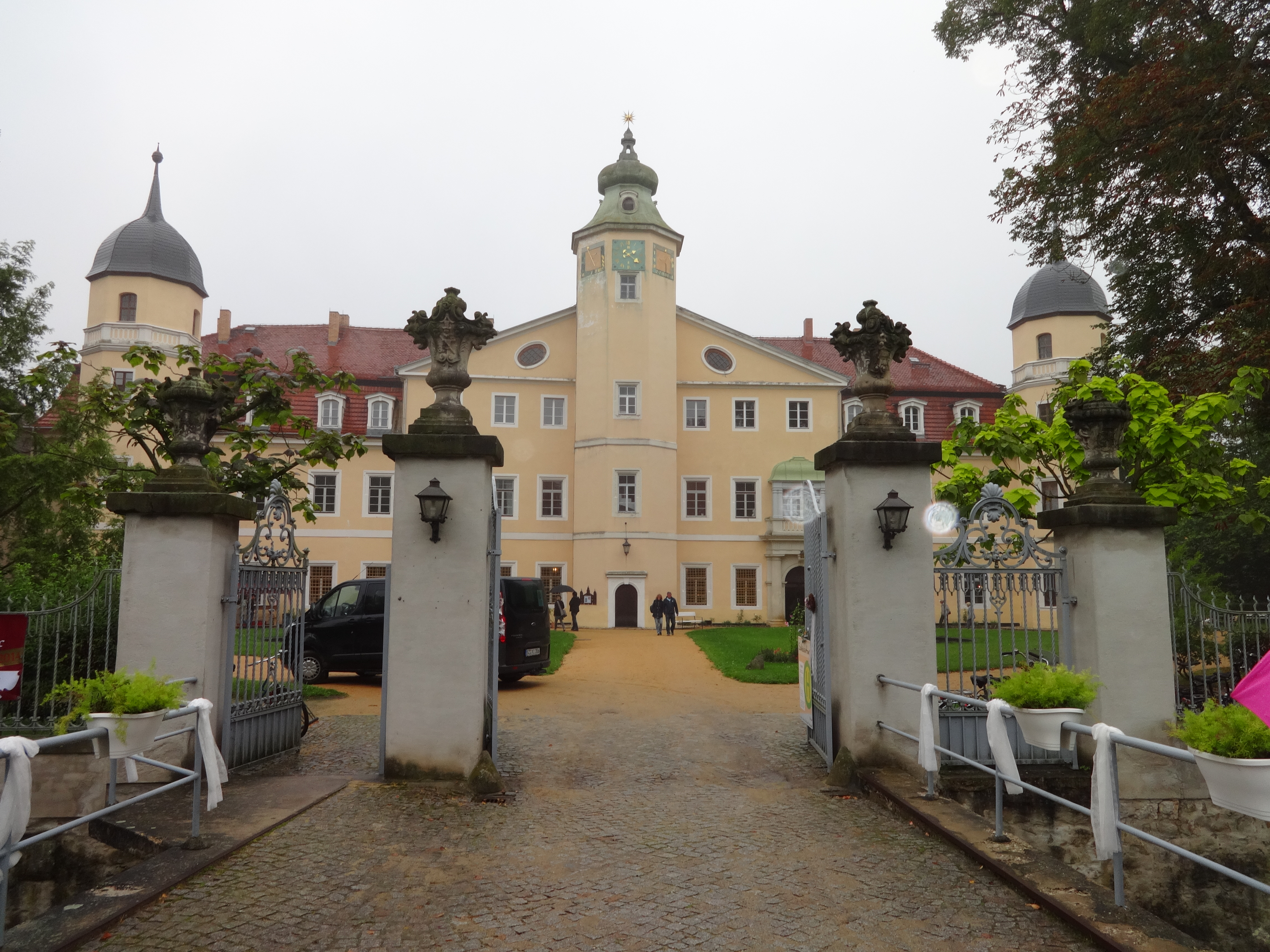
Castello di Hermsdorf a Ottendorf-Okrilla

## Proprietà dei Schönburg-Hartenstein

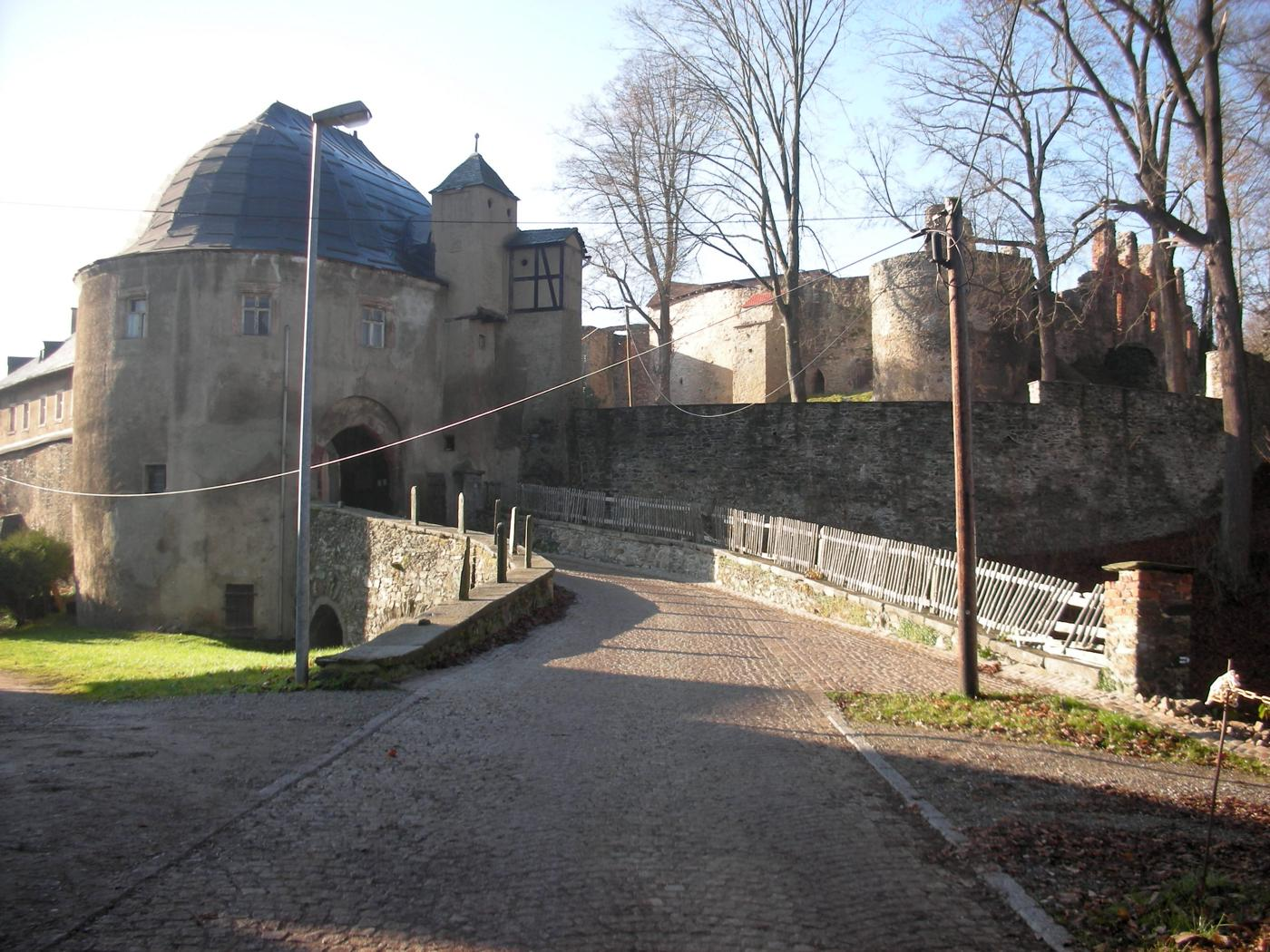
Castello di Hartenstein
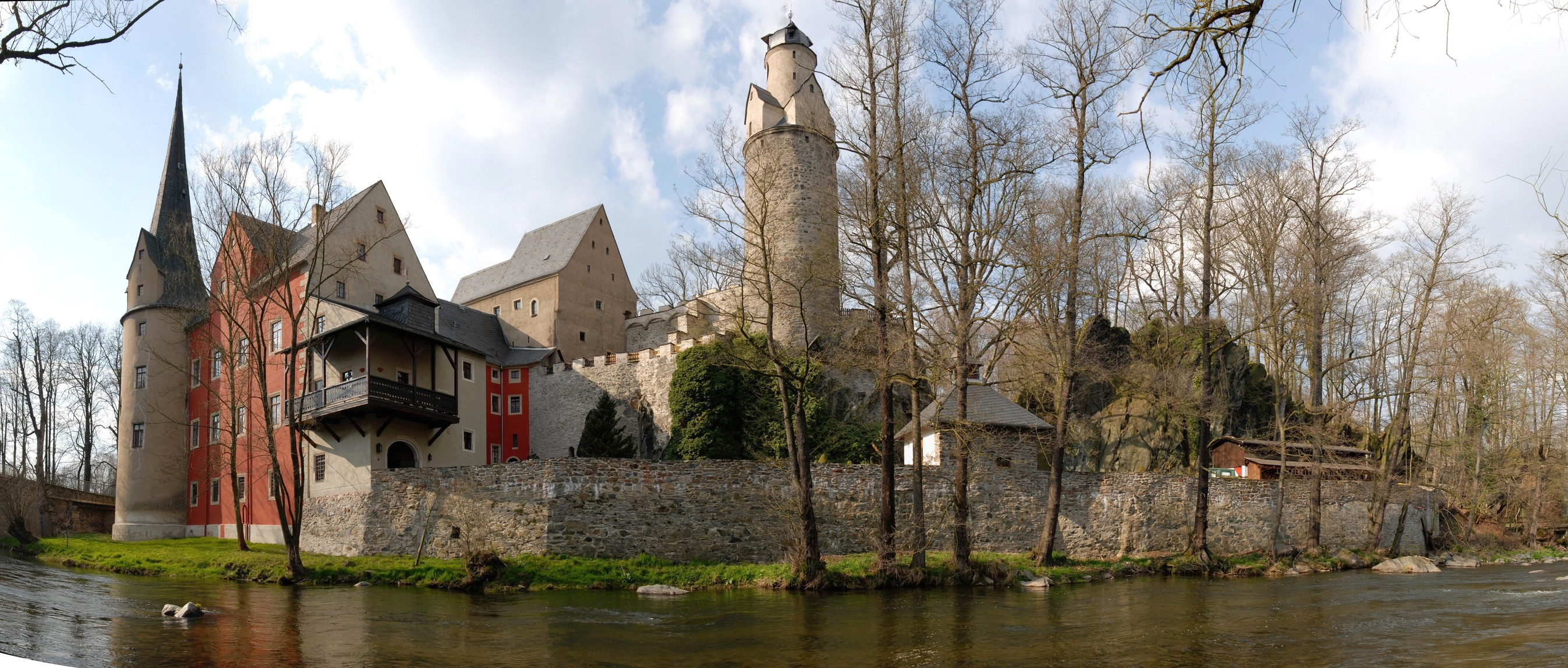
Castello di Stein ad Hartenstein
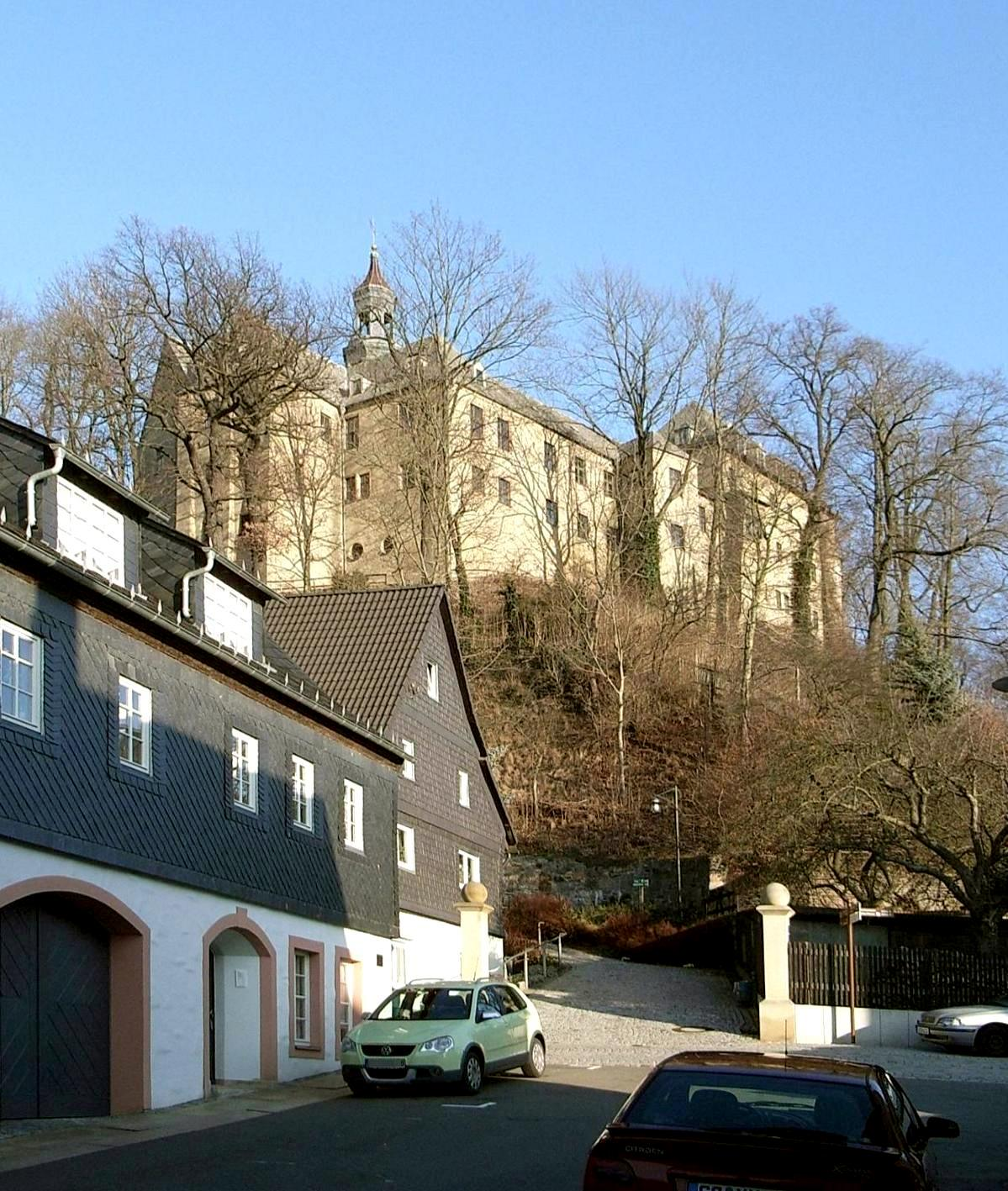
Castello di Lichtenstein
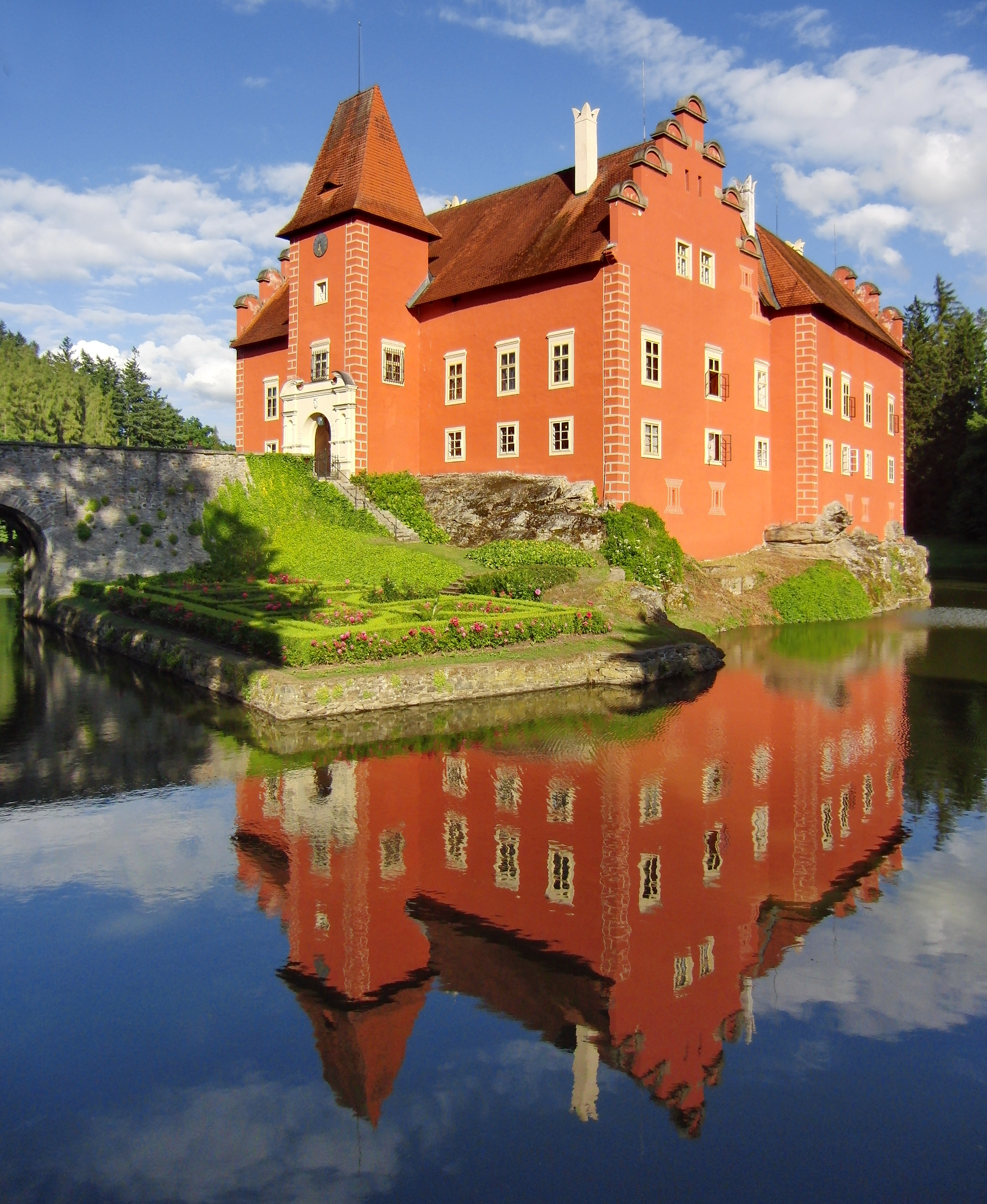
Castello di Červená Lhota
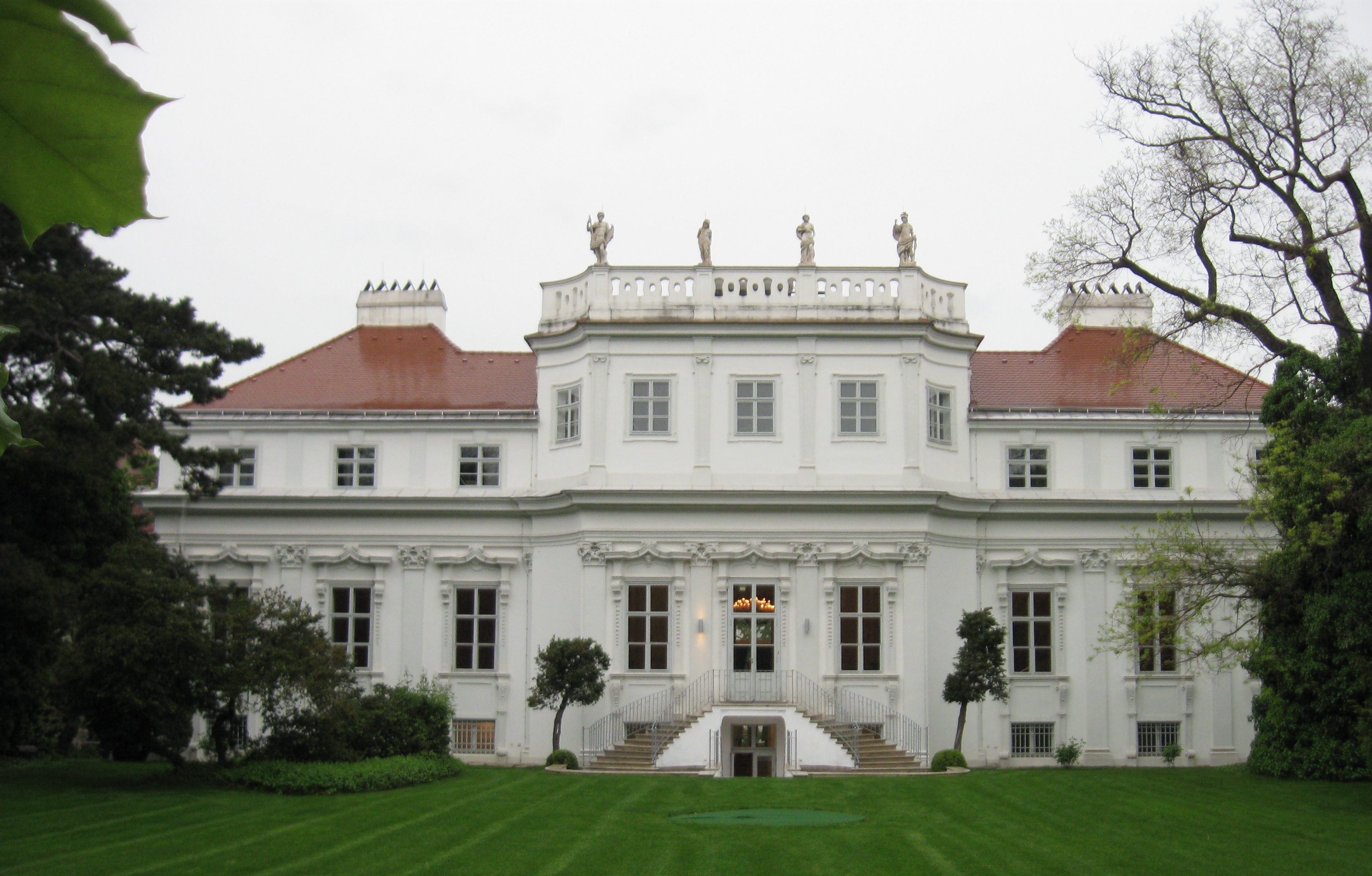
Palazzo Schönburg, Vienna

## Ex proprietà dei conti di Schönburg-Glauchau

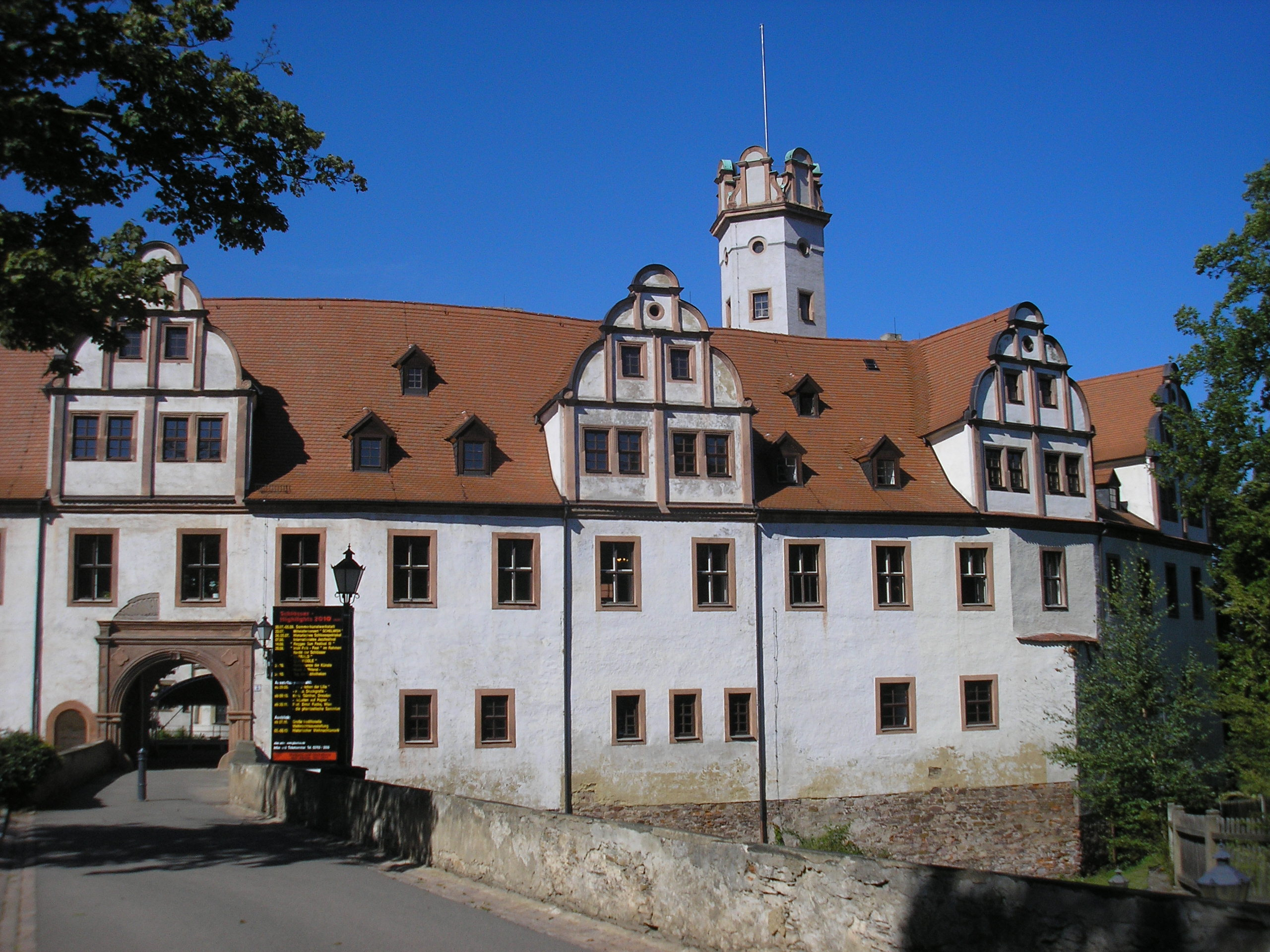
Glauchau, Castello di Forderglauchau
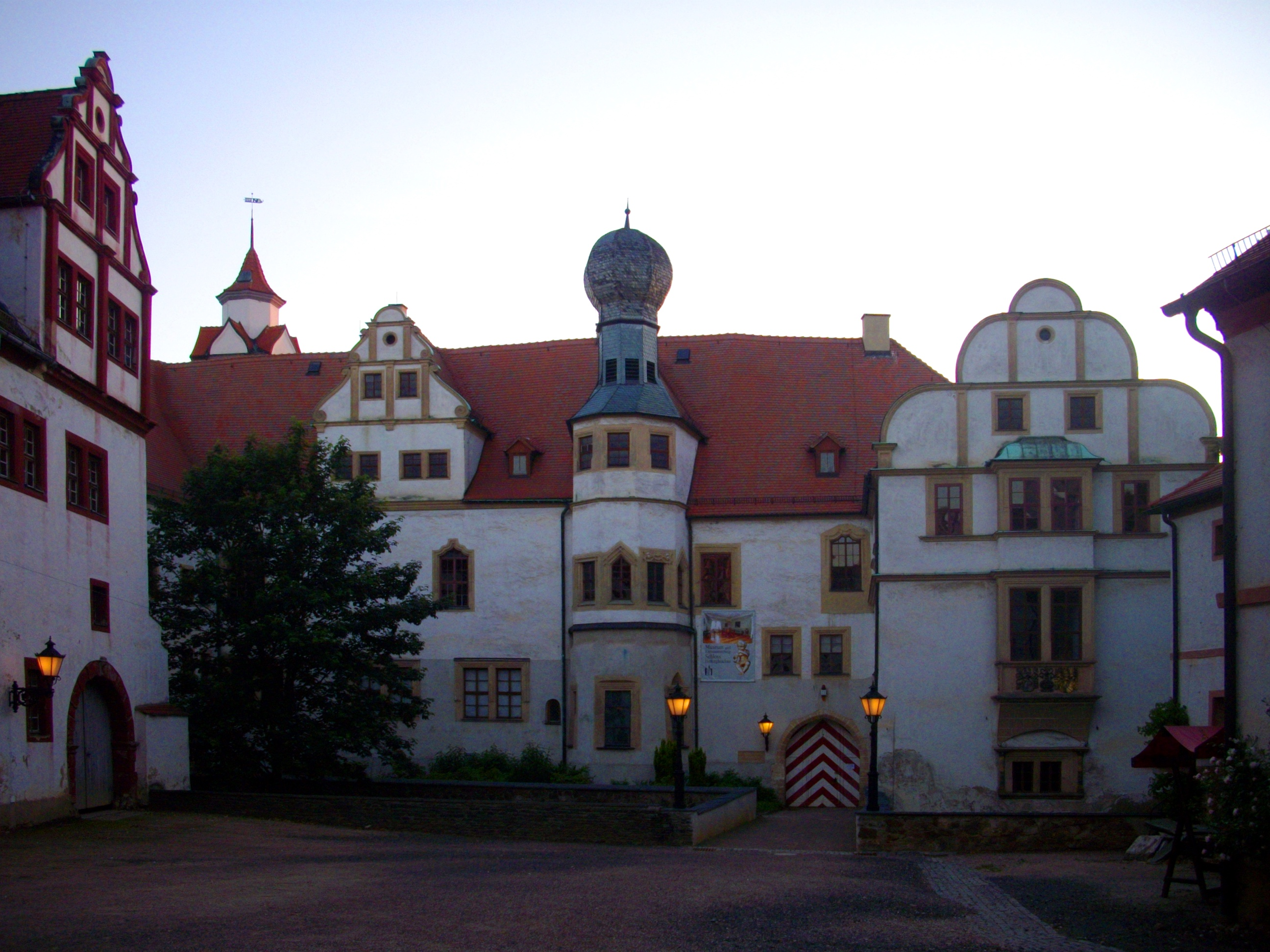
Glauchau, castello di Hinterglauchau
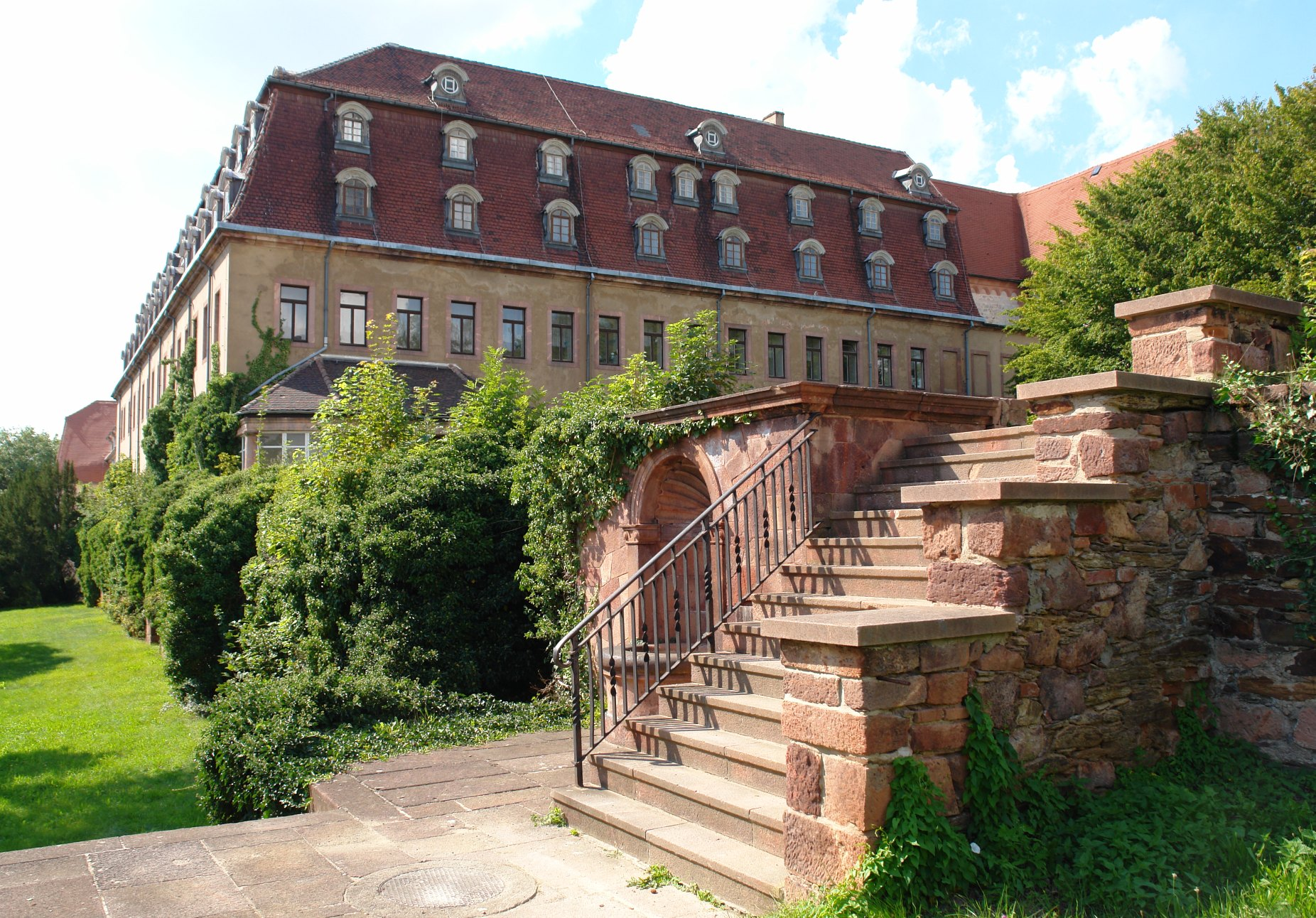
Castello di Wechselburg
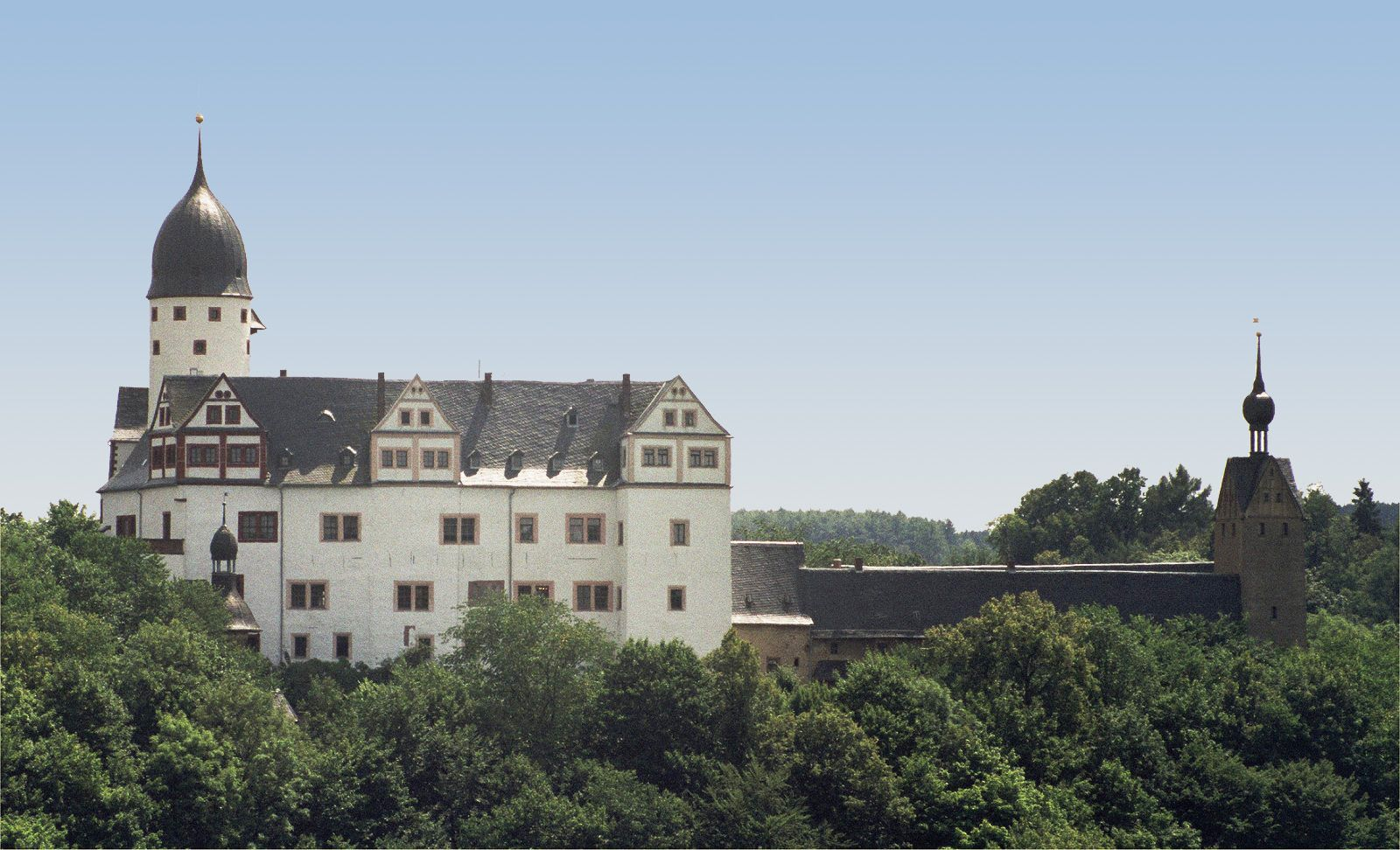
Castello di Rochsburg
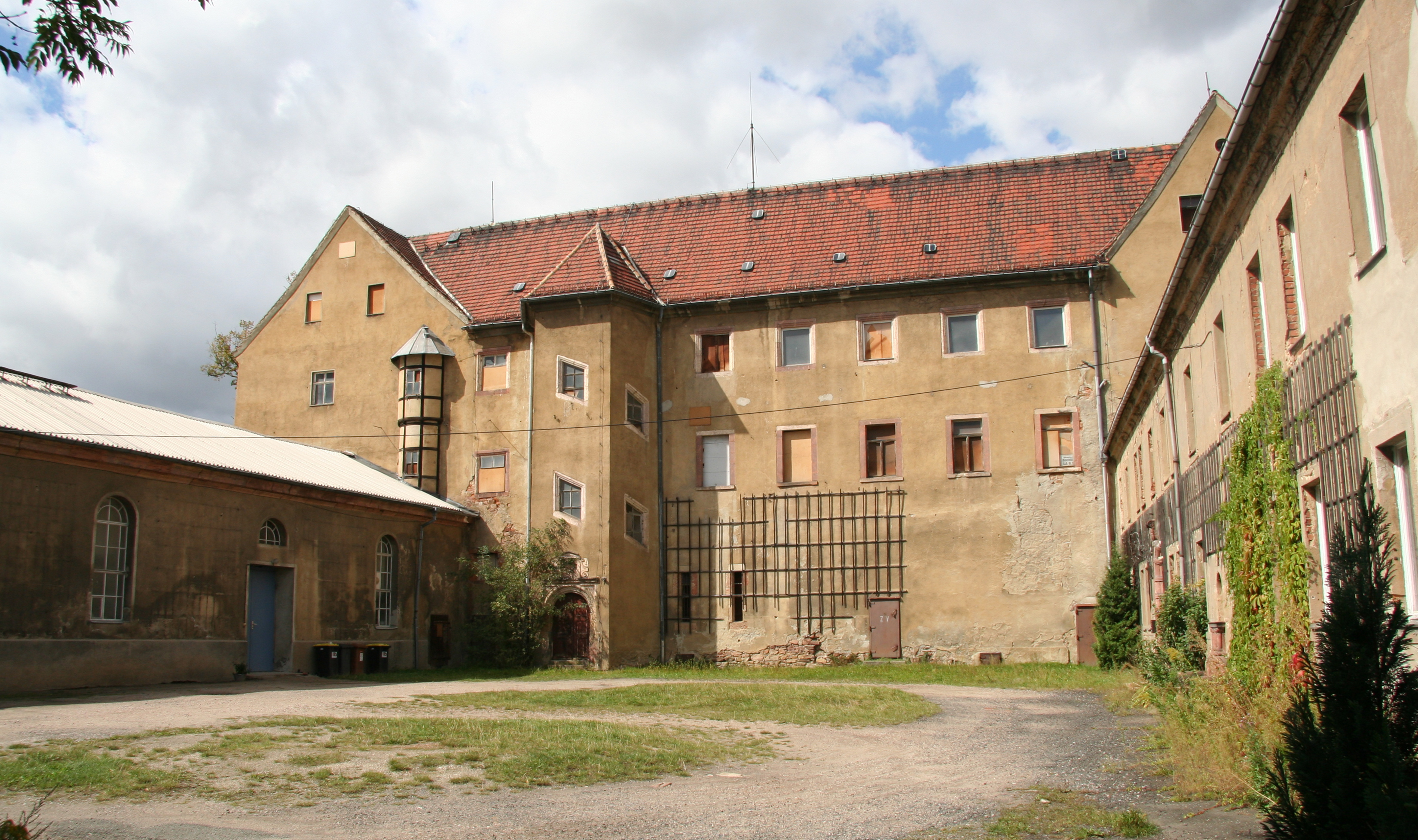
Il castello vecchio a Penig
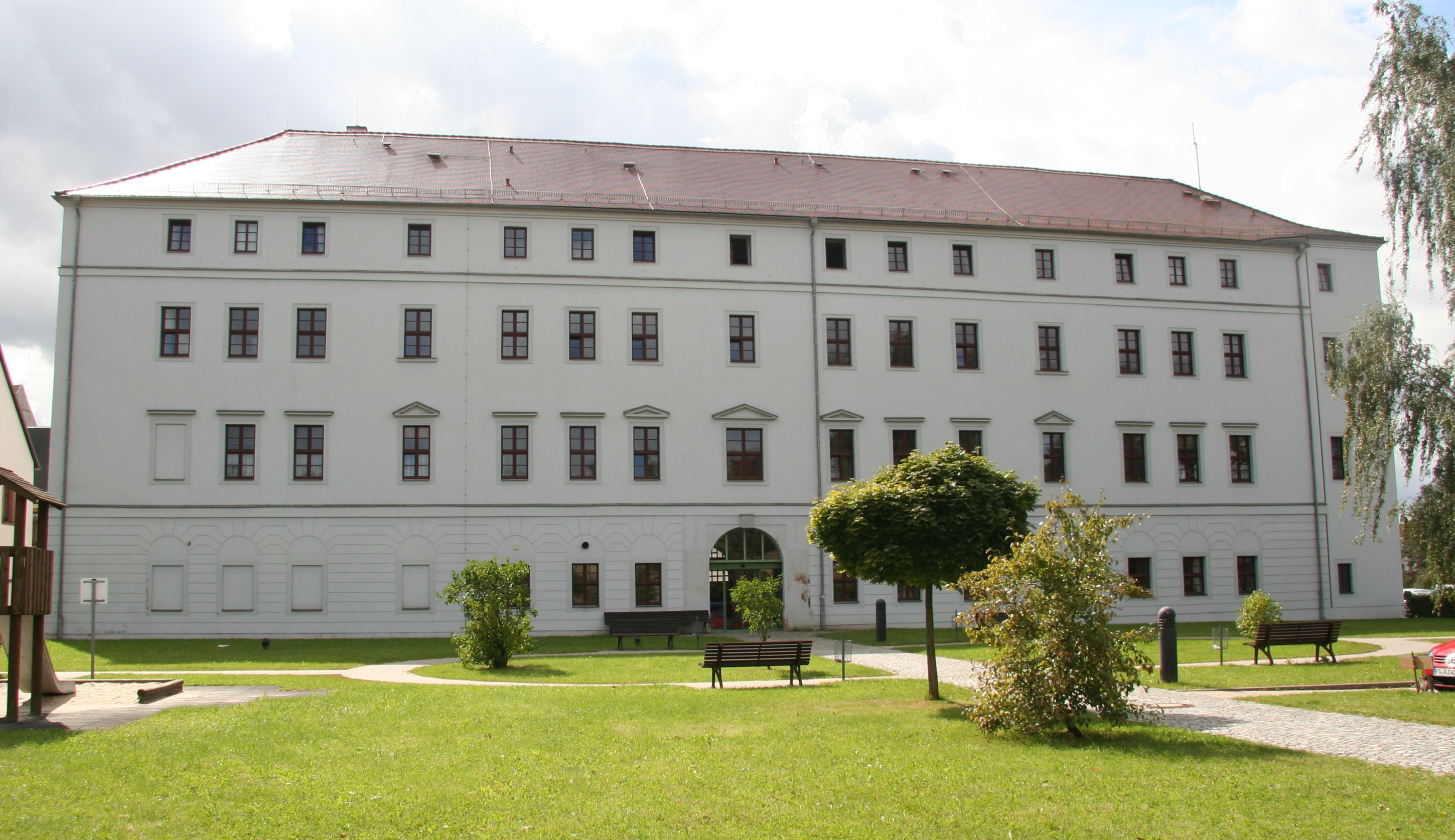
Il castello nuovo a Penig
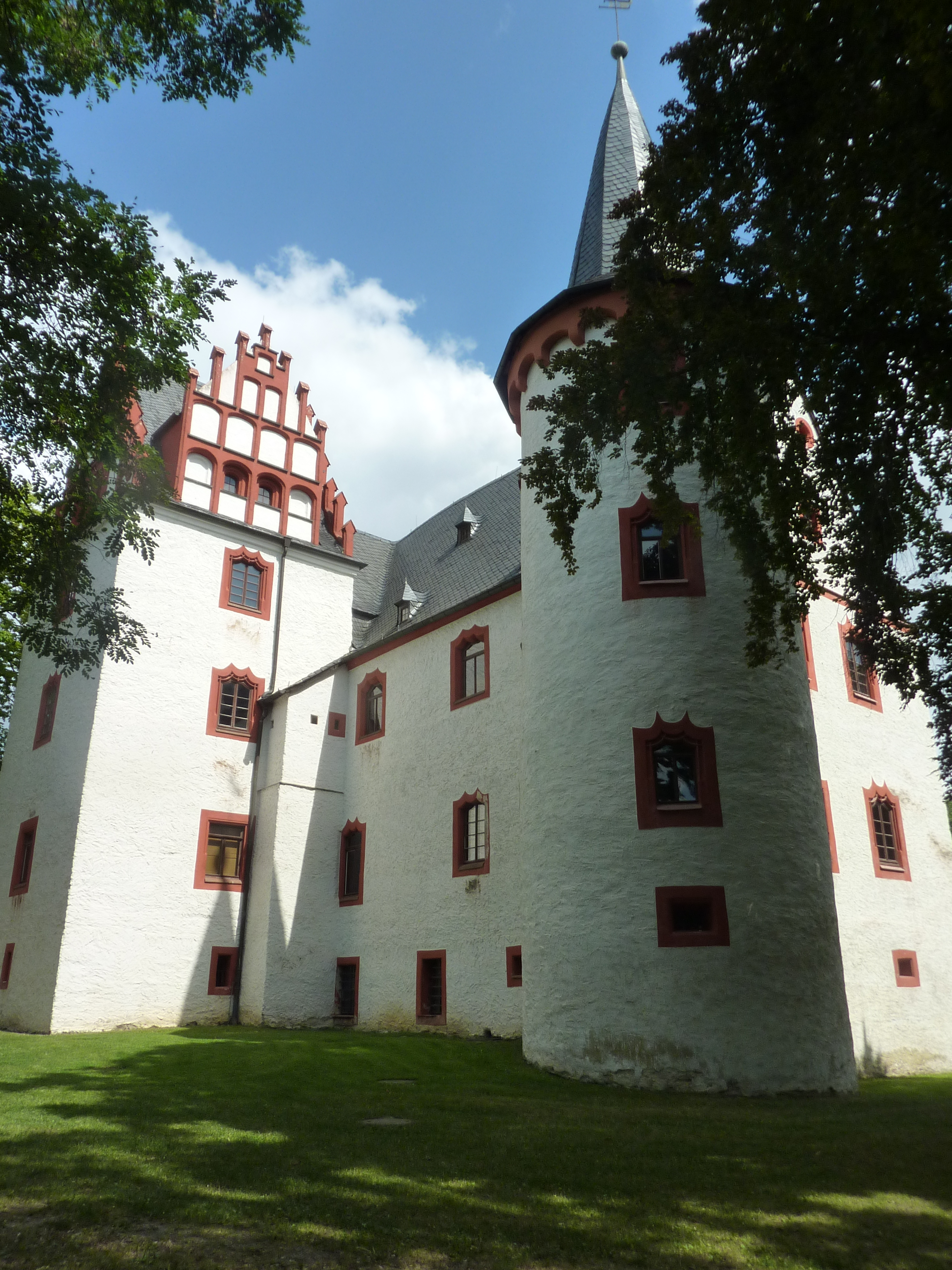
Castello di Netzschkau
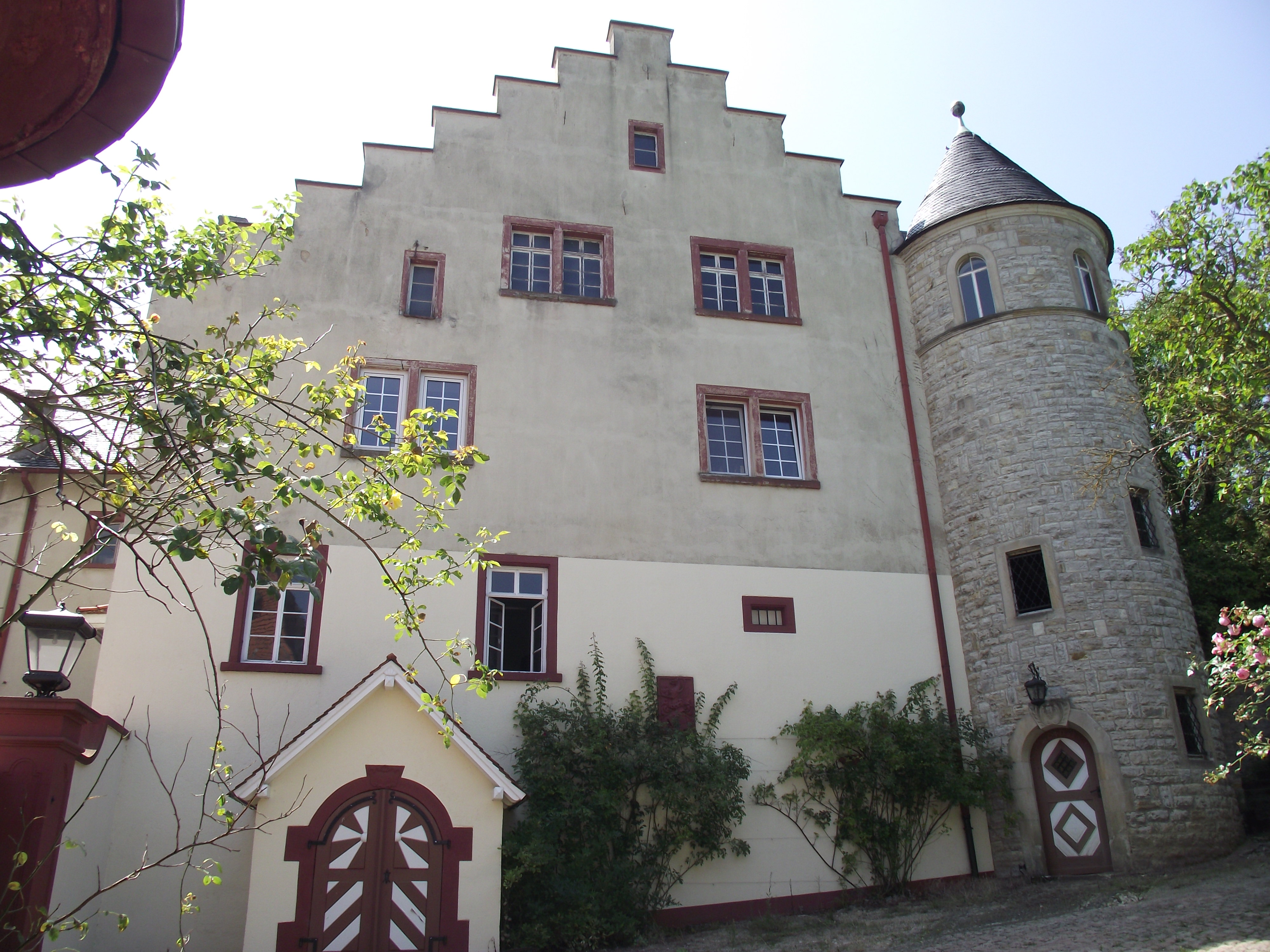
Castello Westerhaus